# ديماركوس فان ديك
ديماركوس فـان ديك (بالإنجليزية: DeMarcus Van Dyke)‏ هو لاعب كرة قدم أمريكية أمريكي، ولد في 17 يناير 1989 في فلوريدا في الولايات المتحدة.

## وصلات خارجية
- ديماركوس فـان ديك على موقع إي إس بي إن.كوم (أن.أف.أل)3
- ديماركوس فـان ديك على موقع مرجع كرة القدم المحترفة.كوم (الإنجليزية)